# بخش ریوا
بخش ریوا (به انگلیسی: Rewa district) یک منطقهٔ مسکونی در هند است که در Rewa division واقع شده‌است. بخش ریوا ۶٬۲۴۰ کیلومتر مربع مساحت و ۲٬۳۶۵٬۱۰۶ نفر جمعیت دارد.